# Megalopolis (film)
Pour les articles homonymes, voir Megalopolis.
Pour plus de détails, voir Fiche technique et Distribution.
Megalopolis est un film américain écrit et réalisé par Francis Ford Coppola, sorti en 2024.
Le film est présenté en compétition officielle au festival de Cannes 2024. Malgré cette distribution prestigieuse, le film reçoit des commentaires majoritairement négatifs lors de sa projection au festival. En dépit d'une mise en avant de l'ambition et du style du film, la presse trouve le long métrage chaotique et inégal, étant fortement polarisé sur le jeu d'acteur et l'histoire. Le film rencontre également un échec commercial.

## Synopsis
À New Rome, allégorie de New York, une jeune femme, Julia Cicero, est partagée entre la loyauté envers son père Franklyn Cicero, le maire de la ville, et son amant, l'architecte Cesar. Si le premier a une vision conservatrice de la société, Cesar est plus progressiste et tourné vers l'avenir. Après une catastrophe qui a ravagé la ville, l'architecte veut recréer la cité et en faire une utopie, alors que le maire, corrompu, y est totalement opposé,.

## Fiche technique
Sauf indication contraire, les informations mentionnées dans cette section peuvent être confirmées par la base de données cinématographiques IMDb,  présente dans la section « Liens externes ».
- Titre original et français : Megalopolis
- Titre long : Francis Ford Coppola's Megalopolis. A Fable
- Sous-titre français : Une fable
- Réalisation et scénario : Francis Ford Coppola
- Musique : Osvaldo Golijov et Grace VanderWaal
- Direction artistique : Samantha Avila, Brittany Hites, Domenic Silvestri et Freddy Waff
- Décors : Beth Mickle et Bradley Rubin
- Costumes : Milena Canonero
- Photographie : Mihai Mălaimare Jr.
- Montage : Cam McLauchlin et Glen Scantlebury
- Production : Michael Bederman et Francis Ford Coppola
  - Production déléguée : Anahid Nazarian, Fred Roos et Adriana Rotaru
  - Coproduction : James T. Mockoski
- Société de production : American Zoetrope
- Société de distribution : Le Pacte (France) ; Lionsgate (États-Unis)
- Budget : 100 millions de dollars[3]
- Pays de production :  États-Unis
- Langues originales : anglais, secondairement latin, espagnol et allemand
- Format : couleur – 2,00:1 – son Dolby Digital, IMAX 6-Track
- Genre : drame, épique, science-fiction
- Durée : 138 minutes
- Dates de sortie :
  - France : 16 mai 2024 (Festival de Cannes) ; 25 septembre 2024 (sortie nationale)
  - États-Unis : 24 septembre 2024 (Fantastic Fest) ; 27 septembre 2024 (sortie nationale)

## Distribution
Sauf indication contraire, les informations mentionnées dans cette section peuvent être confirmées par la base de données cinématographiques IMDb,  présente dans la section « Liens externes ».
- Adam Driver (VF : Félicien Juttner) : Cesar Catilina, l'architecte
- Giancarlo Esposito (VF : Alex Descas) : Franklyn Cicero (Cicéron en VF), le maire
- Nathalie Emmanuel (VF : Camille Constantin Da Silva) : Julia Cicero (Cicéron en VF), la fille de Franklyn
- Aubrey Plaza (VF : Zoé Schellenberg) : Wow Platinum, l'animatrice de télévision
- Shia LaBeouf (VF : Jean-Christophe Dollé) : Clodio Pulcher, le cousin de Cesar
- Jon Voight (VF : Sylvain Clément) : Hamilton Crassus III, l'oncle riche de Cesar
- Laurence Fishburne (VF : Thierry Hancisse) : Fundi Romaine, le chauffeur et assistant de Cesar
- Talia Shire (VF : Frédérique Cantrel) : Constance Crassus Catilina, la mère de Cesar
- Jason Schwartzman (VF : Arnaud Bedouët) : Jason Zanderz, un membre de l'entourage de Franklyn
- Kathryn Hunter (VF : Françoise Vallon) : Teresa Cicero, la femme de Franklyn
- Grace VanderWaal (VF : Maud Casari) : Vesta Sweetwater, l'adolescente pop star
- Chloe Fineman (VF : Louise Orry-Diquéro) : Clodia Pulcher
- James Remar : Charles Cothope
- D. B. Sweeney (VF : Simon Volodine) : Stanley Hart, le commissaire
- Isabelle Kusman : Claudine Pulcher
- Bailey Ives (VF : Kévin Goffette): Huey Wilkes
- Madeleine Gardella : Claudette Pulcher
- Balthazar Getty (VF : Bruno Forget) : Aram Kazanjian, le bras droit de Clodio
- Romy Mars (VF : Angèle Garnier) : la journaliste
- Haley Sims (VF : Clémentine Verdier) : Sunny Hope Catilina, la fille de Cesar et Julia
- Dustin Hoffman (VF : François Marthouret) : Nush Berman, le fixeur
- Sonia Ben Ammar : Zena

## Production
Megalopolis est un projet de longue date du réalisateur, qu'il rêvait de concrétiser depuis plusieurs décennies. Après plusieurs échecs pour y aboutir, il décide de risquer l'endettement en investissant une grande partie de sa fortune personnelle dans le budget, estimé entre 100 et 120 millions de dollars. Afin de donner vie à son probable ultime film à 83 ans, il s'entoure également d'une distribution de luxe, constituée de jeunes acteurs du moment, tels qu'Adam Driver ou Shia LaBeouf, des vétérans du cinéma américain, que ce soit Jon Voight ou Dustin Hoffman, et des proches de son entourage comme sa sœur Talia Shire et son neveu Jason Schwartzman,.

### Genèse et développement

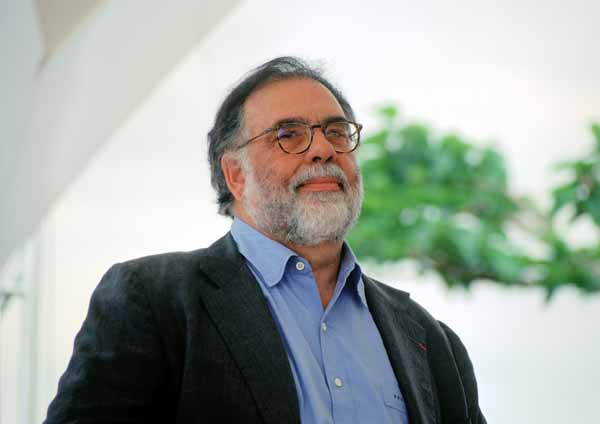
Francis Ford Coppola, ici en 2001, tentait depuis des années de concrétiser son projet.

Francis Ford Coppola débute l'écriture de Megalopolis dans les années 1980 et se prend de passion pour ce projet. L'acteur Rob Lowe révèle que le cinéaste en parlait déjà lors du tournage de Outsiders en 1982. Dans une interview pour le site Ain't It Cool News (en) ayant lieu en 2007, Francis Ford Coppola avoue avoir accepté de mettre en scène Dracula (1992), Jack (1996) et L'Idéaliste (The Rainmaker, 1997) principalement pour financer Megalopolis.
Courant 2001, Francis Ford Coppola commence à organiser des lectures du scénario avec différents acteurs comme Russell Crowe, Robert De Niro, Leonardo DiCaprio, Nicolas Cage, Paul Newman, Kevin Spacey, James Gandolfini, Edie Falco ou encore Uma Thurman. Il tourne également de nombreuses images de New York (près de 30 heures) avec Ron Fricke, qu'il détruira finalement après les attentats du 11 septembre. Les attentats remettent finalement en cause le projet Megalopolis : « Cela a rendu les choses vraiment difficiles… un film sur l'aspiration à l'utopie avec New York comme personnage principal et puis tout d'un coup vous ne pouviez pas écrire sur New York sans simplement traiter de ce qui s'est passé et des implications de ce qui s'est passé. Le monde a été attaqué et je ne savais pas comment essayer de faire avec ça. J'ai essayé. ». En 2007, Francis Ford Coppola déclare publiquement qu'il a abandonné le projet.
Finalement, le projet Megalopolis est relancé douze ans plus tard quand le cinéaste en reparle en mai 2019. Il est révélé qu'il a approché Jude Law et Shia LaBeouf pour les rôles principaux,.
En août 2021, les noms de plusieurs actrices et acteurs circulent : James Caan, Oscar Isaac, Forest Whitaker, Cate Blanchett, Jon Voight, Zendaya, Michelle Pfeiffer ou encore Jessica Lange.
En mars 2022, Talia Shire, sœur du réalisateur, exprime son intérêt de rejoindre le film, alors qu'Oscar Isaac n'en fera finalement pas partie. Il est ensuite révélé que Francis Ford Coppola a dépensé 120 millions dollars de son argent personnel, issu notamment de son activité de vigneron, pour produire en indépendant son film. En mai de la même année, le budget est finalement annoncé comme inférieur à 100 millions de dollars. La présence de Forest Whitaker et Jon Voight est officiellement confirmée en ce même mois, alors qu'Adam Driver, Nathalie Emmanuel et Laurence Fishburne rejoignent eux aussi la distribution. En juillet, James Caan, qui était toujours en négociations pour un rôle, décède. Le mois suivant, le film enregistre les arrivées d'Aubrey Plaza, Jason Schwartzman, Grace VanderWaal, Kathryn Hunter et James Remar. Talia Shire et Shia LaBeouf sont alors officiellement confirmés,. En octobre, Chloe Fineman, Madeleine Gardella, Isabelle Kusman, D. B. Sweeney, Bailey Ives et Dustin Hoffman sont annoncés.
Le 25 janvier 2023, Giancarlo Esposito rejoint le casting pour incarner le rôle de l'antagoniste principal, initialement prévu pour Forest Whitaker[réf. nécessaire].
Francis Ford Coppola déclare qu'il s'inspire de la chute de la république romaine avec la conjuration de Catilina, d'où les noms des personnages de Megalopolis. La situation politique doit se refléter avec la politique contemporaine américaine. Le maire Cicero est basé sur David Dinkins. César combine Robert Moses, Frank Lloyd Wright, Raymond Loewy, Norman Bel Geddes ou Walter Gropius. Dans une note, il cite une quarantaine d'influences dont Voltaire, Pirandello, Spinoza, Fellini, Murnau, Dickens, Wells et Mizoguchi. Les références cinéphiles sont Alfred Hitchcock, Federico Fellini, Fritz Lang, Orson Welles et Le Dictateur de Charlie Chaplin.

### Tournage

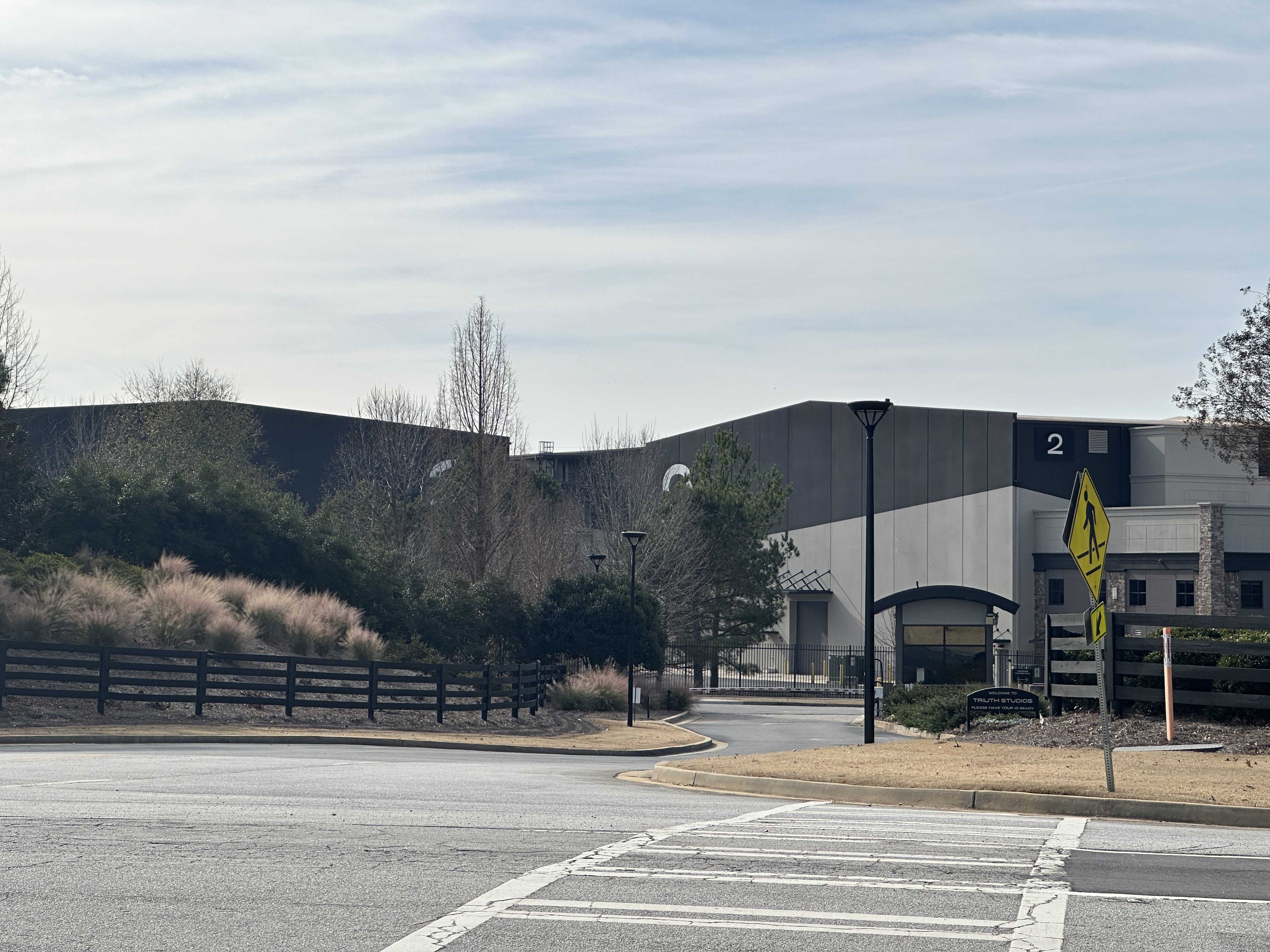
Megalopolis est tourné dans les Trilith Studios entre novembre 2022 et mars 2023.

Le tournage débute le 1er novembre 2022 dans les Trilith Studios, en Géorgie. Des photographies de Shia LaBeouf et Nathalie Emmanuel à Atlanta sont dévoilées quelques jours plus tard. Les prises de vues sont prévues jusqu'en mars 2023.
L'équipe du film annonce initialement vouloir utiliser la technologie d'écrans LED pour les effets spéciaux, à l'instar du film The Batman (2022) ou de la série The Mandalorian, mais chercherait finalement à remplacer cette approche jugée coûteuse par un usage plus traditionnel des fonds à écran vert.
En janvier 2023, à la moitié du tournage, des journalistes du magazine spécialisé The Hollywood Reporter font état de conditions de prises de vue dégradées à la suite du limogeage par Coppola de plusieurs personnes-clés de son équipe technique : le production designer, le directeur artistique, ainsi que l'entièreté de l'équipe d'effets visuels. Des témoignages recueillis par The Guardian et parus en mai 2024 mentionnent également que Coppola se serait prêté à des comportements déplacés envers des femmes sur le plateau de tournage, en en tirant certaines à lui pour les faire s'asseoir sur ses genoux, ou en tentant d'embrasser des figurantes aux seins nus lors d'une scène de discothèque.
Le 12 mars 2023, Francis Ford Coppola annonce que le tournage est terminé.

## Sortie et accueil

### Festivals et exploitation
Début avril 2024, Megalopolis est sélectionné en compétition officielle, le 16 mai, au Festival de Cannes.
En France, le film sera distribué par la société indépendante Le Pacte et sortira bien au cinéma,.
Alors que les studios américains rechignent à l'acheter dans leur pays pour ensuite le diffuser dans les salles, le film sera finalement distribué par Lionsgate.

### Accueil critique
Les critiques sont dans l'ensemble négatives et très sévères au festival de Cannes 2024.
Ainsi Télérama indique qu'il s'agit d'un « film raté », que « la déception est à la hauteur de l'attente suscitée », que « patatras, c’est la cata » et que « nos critiques sont perdus et ne comprennent pas grand-chose ».
Première affirme que « insaisissable, Megalopolis est un drôle d'objet dont la naïveté confondante du propos se résume à opposer les créateurs/artistes (…) à la froideur des bureaucrates corrompus incapables de rêver assez grand pour sauver l'humanité. Le discours, manichéen et rabâché ad nauseam, entraîne le film vers sa propre chute. »
Le Figaro évoque des « tirades empesées, images pseudo-poétiques (...) le film en compétition de Coppola nous fait dormir debout. »
Le critique de Vanity Fair explique que « C'est le cœur lourd que j’écris que Megalopolis, l’aboutissement d’années de travail acharné, est une catastrophe presque de bout en bout. (…) Megalopolis est un film haché et bourré d’intrigues mal élucidées. C'est comme si quelqu'un avait dépensé tout cet argent pour donner vie à un scénario gribouillé à la hâte, mis en scène à la va-vite avec des acteurs et des effets spéciaux sans subtilité. Le résultat est, je le crains, incompréhensible et particulièrement pénible. »
Le Nouvel Obs parle quant à lui d'un « opéra bouffi » soulignant un réel gâchis artistique.
Sur le site Web d'agrégation d'avis Rotten Tomatoes, 45 % des 299 avis des critiques sont positifs, avec une note moyenne de 4,8/10. Le consensus du site Web se lit comme suit : "Plus un manifeste créatif qu'un long métrage narratif convaincant, Megalopolis de Francis Ford Coppola est un opus surchargé qui est à la fois stimulant et bâché." Metacritic, qui utilise une moyenne pondérée, a attribué au film un score de 55 sur 100, basé sur 60 critiques, indiquant des critiques "mixtes ou moyennes". Le public interrogé par CinemaScore a donné au film une note moyenne de "D+" sur une échelle de A+ à F, tandis que ceux interrogés par PostTrak étaient positifs à 45 % (avec une note moyenne d'une étoile sur cinq).
En France, le site Allociné propose une moyenne de 3,2⁄5, d'après l'interprétation de 38 critiques de presse.

## Distinctions

### Sélection
- Festival de Cannes 2024 : sélection officielle, en compétition[30]